# TT19
La tombe thébaine TT 19 est située à Dra Abou el-Naga, dans la nécropole thébaine, sur la rive ouest du Nil, face à Louxor en Égypte.
C'est la sépulture d'Amenmose, qui était grand prêtre d'Amenhotep Ier divinisé au début de la XIXe dynastie.
Iuy, la femme d'Amenmose, est chanteuse d'Amon à Karnak et intendante du harem d'Amenhotep Ier. Les fils d'Amenmose et de Uiy, Beknay et Panéfernekhou sont représentés dans la tombe. Beknay est prêtre-ouâb et prêtre-lecteur d'Amenhotep Ier divinisé. Panéfernekhou est décrit comme celui chargé de la cérémonie de l'ouverture de la bouche.

## Description
Dans le tombeau sont représentées des scènes qui comprennent des statues et des barques d'Amenhotep Ier et de la reine Ahmès-Néfertary. La tombe contient également une scène représentant Amenhotep et un prêtre avant une liste de deux rangées de noms de rois et de reines. La liste des rois dans le tombeau omet ceux d'Amarna et donne l'ordre suivant :
- Nebpéhtyrê (Ahmôsis Ier)
- Djéserkarê Amenhotep Ier
- Âakhéperkarê (Thoutmôsis Ier)
- Âakhéperenrê (Thoutmôsis II)
- Menkhéperrê (Thoutmôsis III)
- Âakhéperourê (Amenhotep II)
- Menkheperourê (Thoutmôsis IV)
- Nebmaâtrê (Amenhotep III)
- Djéserkhéperourê Sétepenrê (Horemheb)
- Menpehtyrê (Ramsès Ier)
- Menmaâtrê (Séthi Ier)

Représentations exposées lors de l'exposition « Traits d'Égypte » au musée Bargoin
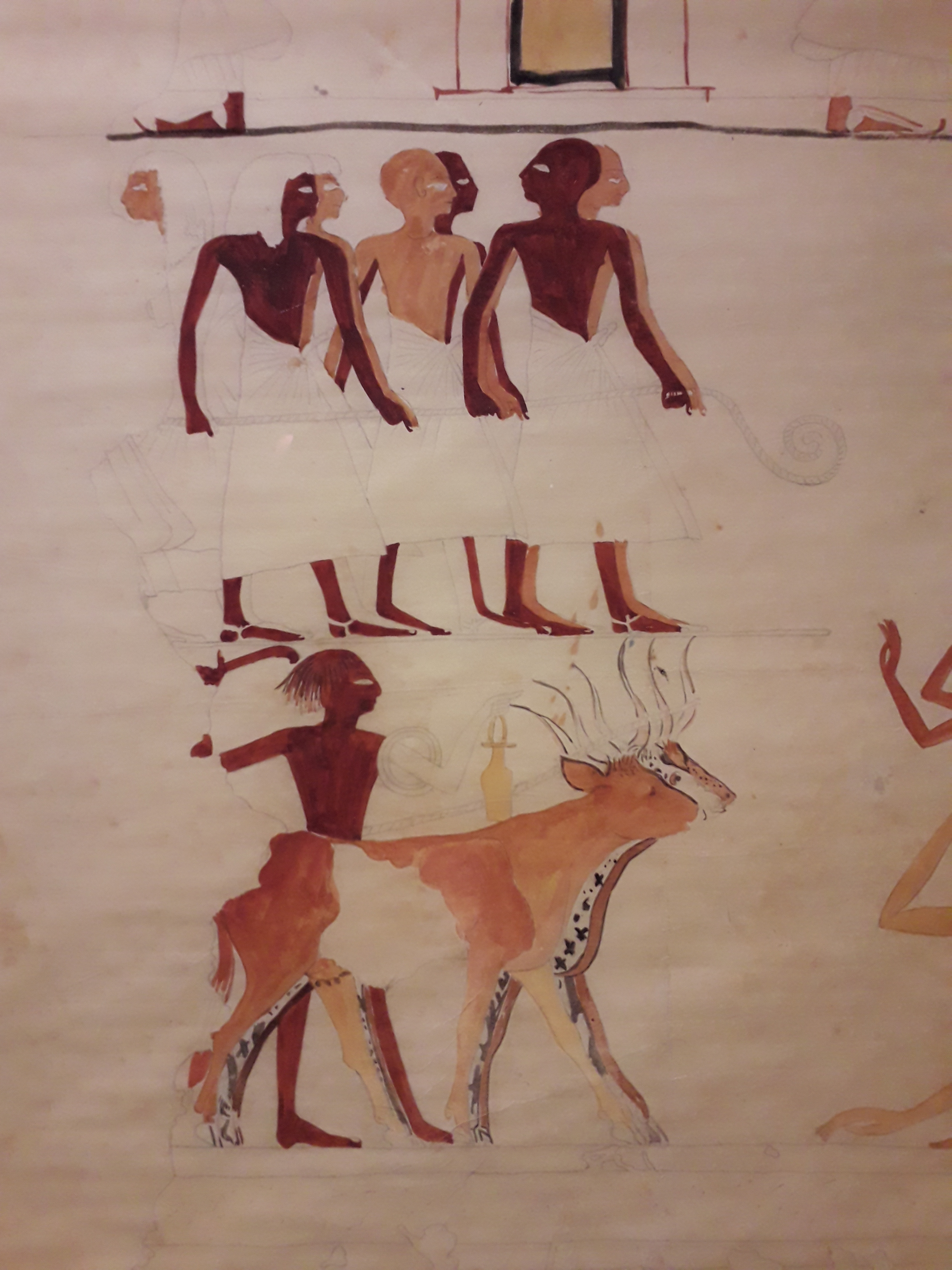
Pasteurs et bétail de la tombe d'Amenmosê, dessin de Marcelle Baud.
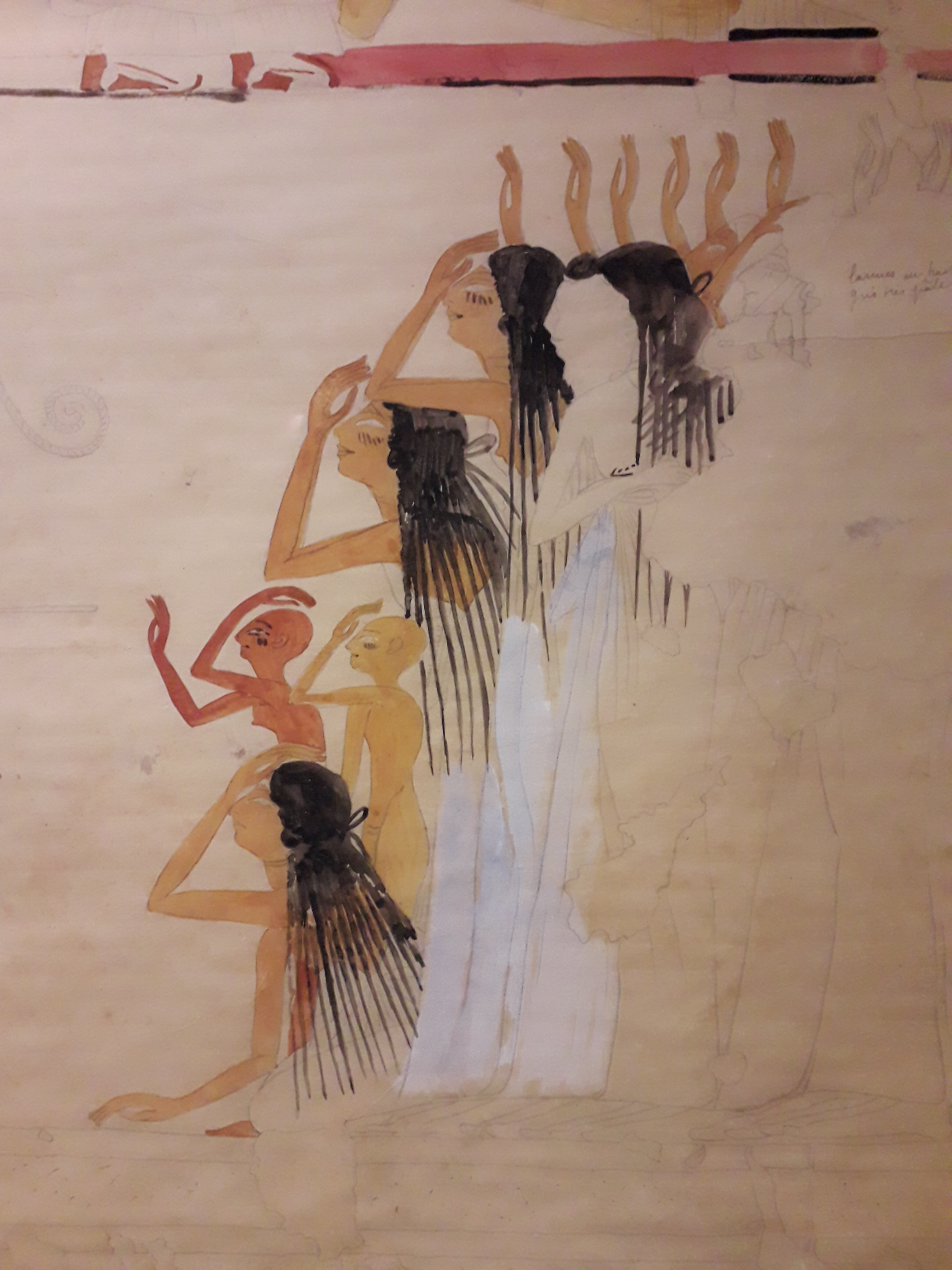
Pleureuses de la tombe d'Amenmosê, dessin de Marcelle Baud.